# Bell 47
Bell 47 là một trực thăng hạng nhẹ một động cơ chế tạo bởi Bell Helicopter. Nó được dựa trên mẫu thử nghiệm thứ ba của Bell 30, vốn là phi cơ trực thăng đầu tiên của công ty thiết kế bởi Arthur M. Young.  Chiếc 47 trở thành trực thăng đầu tiên được cấp chứng nhận cho mục đích dân sự vào ngày 8 tháng 3 năm 1946. Phi cơ dân sự đầu tiên được bàn giao vào ngày 31 tháng 12 năm 1946 cho Helicopter Air Transport. Có hơn 5,600 phi cơ Bell 47 được xuất xưởng, bao gồm cả những phi cơ sản xuất cấp phép bởi Agusta ở Ý, Kawasaki Heavy Industries ở Nhật, và Westland Aircraft ở Vương quốc Anh. Bell 47J Ranger là một phiên bản cải tiến cabin kín và đuôi tròn.

## Thiết kế và phát triển
Các model ban đầu biến có hình dáng thay đổi, với buồng lái mở hoặc cabin khung sắt, cấu trúc mở hoặc bao bọc bằng sợi, một số có bộ đáp bốn bánh.
Model D sau đó và H-13D chiến tranh Triều Tiên và kiểu E có thiết kế tối ưu. Model phổ biến nhất là mẫu 47G giới thiệu vào năm 1953, với đặc điểm nhận dạng là khoang lái dạng lồng hình cầu bong bóng, thân đuôi dạng khung hàn, bình nhiện liệu hình yên ngựa và càng đáp dạng thanh.
Mẫu 47H ba ghế ngồi sau này có cabin kín with full cowling và phần đuôi thuôn tròn. Đây là một phiên bản hạng sang của chiếc 47G cơ bản. Một vài chiếc đã được xuất xưởng.
Động cơ sử dụng là Franklin hay Lycoming với lực đẩy động cơ piston lên thẳng là 178 đến 305 HP (150 to 230 kW). Số ghế ngồi có thể là hai (các chiếc 47 đầu và sau là G-5A) hoặc bốn (mẫu J và KH-4).
Tháng 4 năm 2011 đã có 1068 phi cơ được đăng ký tại Federal Aviation Administration ở Hoa Kỳ  và 15 phi cơ ở Vương quốc Anh.
Bell 47 được sản xuất tại Nhật bởi một liên doanh giữa Bell và Kawasaki; liên doanh này cho ra biến thể Kawasaki KH-4, đây là phiên bản bốn ghế ngồi của Model 47 với cabin tương tự như mẫu Bell 47J. Nó khác mẫu "J" ở đuôi boom dạng trần và bình nhiên liệu giống dòng G. Phi cơ này được bán khắp châu Á,  và một số được sử dụng ở Australia.
Tháng 2 năm 2010, chứng nhận kiểu dáng Bell 47 được chuyển giao cho Scott's Helicopter Services. Công ty chị em được thành lập có tên Scott's - Bell 47, bắt đầu sản xuất phiên bản động cơ turboshaft của Bell 47, là 47GT-6, sử dụng động cơ Rolls-Royce RR300 và cánh rotor composite, và dự kiến bàn giao vào năm 2016.

## Lịch sử hoạt động

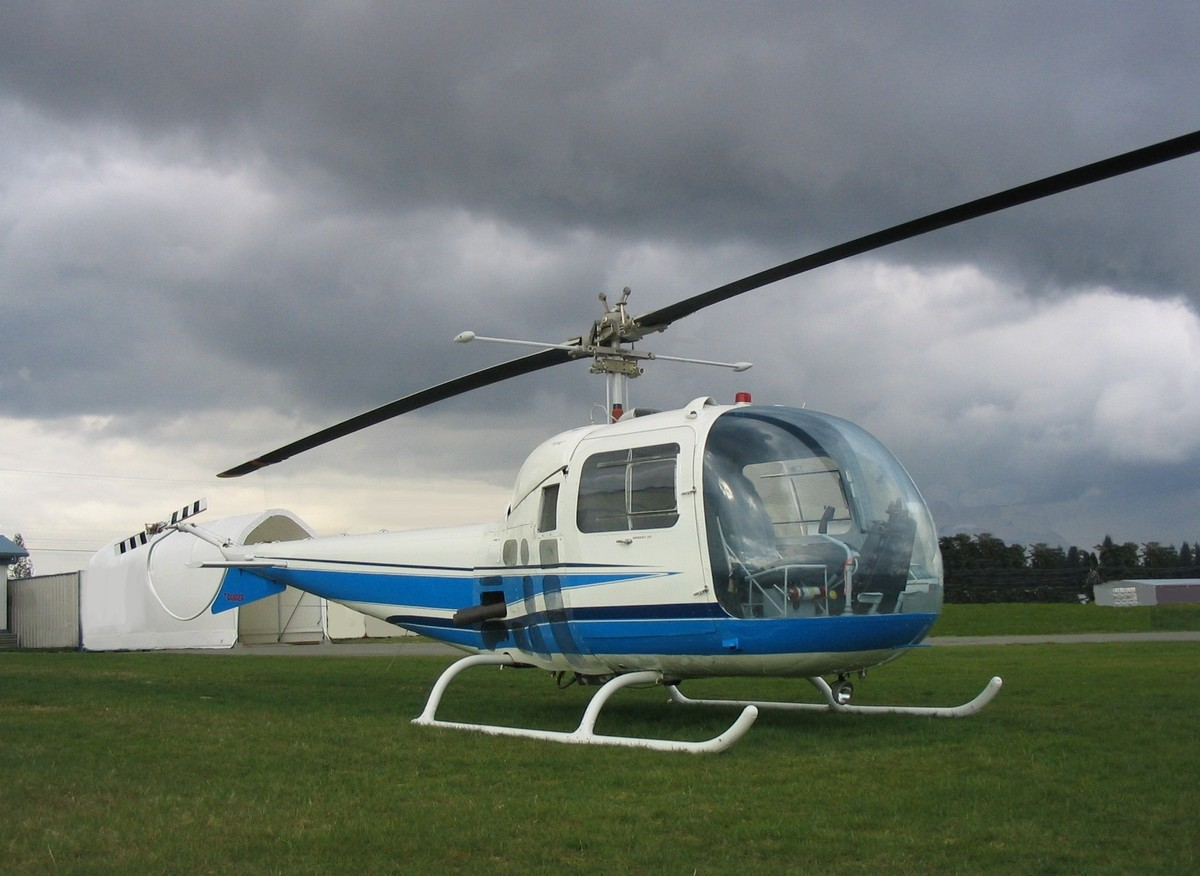
Bell 47J Ranger

Phi cơ Bell 47 phục vụ trong quân lực Hoa Kỳ vào cuối năm 1946, với nhiều phiên bản và dưới nhiều định danh trong ba thập kỷ. Phi cơ được định danh H-13 Sioux trong US Army, và trong Chiến tranh Triều Tiên, phi cơ này phục vụ nhiều vai trò, bao gồm do thám và trinh sát, tìm kiếm cứu nạn và medevac.
Chiếc "Telecopter" là một Bell Model 47 được thuê bởi television station KTLA ở Los Angeles, California.  Phi cơ này được trang bị một television camera và đây là chuyến bay đầu tiên của một trực thăng television news vào ngày 3 tháng 7 năm 1958, cùng với nhà sáng chế John D. Silva trên phi cơ. Khi trạm truyền hình báo cáo không nhận được video, Silva leo ra khỏi khoang lái và đứng trên càng đáp trong khi phi cơ ở độ cao 1,500 feet (457 m) để có thể sửa thiết bị truyền microwave gắn 2 bên và ông khám phá ra rằng một vacuum tube không hoạt động do rung và thời tiết nóng. Sau khi Silva giải quyết vấn đề trong đêm, hãng Telecopter đã có chuyến bay truyền hình thành công đầu tiên trên thế giới vào ngày 4 tháng 7 năm 1958.
Cơ quan National Aeronautics and Space Administration (NASA) có một vài chiếc Bell 47 trong chương trình Apollo, cho các phi hành gia luyện tập việc đổ bộ lên mặt trăng. Chỉ huy Apollo 17 là Eugene Cernan gặp phải sự cố rơi máy bay gần như là thảm họa gần Sông Indian ở Florida vào năm 1972, một thời gian ngắn trước khi ông bay lên mặt trăng. Phi cơ 47 cũng được chọn là trực thăng huấn luyện cơ bản ở nhiều quốc gia.

### Kỷ lục
- ngày 13 tháng 5 năm 1949, một chiếc Bell 47 đạt độ cao kỷ lục 18.550 foot (5.650 m).[11]
- ngày 21 tháng 9 năm 1950, phi cơ đầu tiên bay qua dãy Alps.[11]
- ngày 17 tháng 9 năm 1952, phi công Bell  Elton J. Smith lập một kỷ lục thế giới chuyến bay dài nhất cho động cơ piston trực thăng 1.217 dặm (1.959 km) khi bay liên tục từ Hurst, Texas, đến Buffalo, New York.[11] Đến năm 2018, kỷ lục này vẫn đứng vững.[12]

## Biến thể
Section source: Complete Encyclopedia

### Dân sự

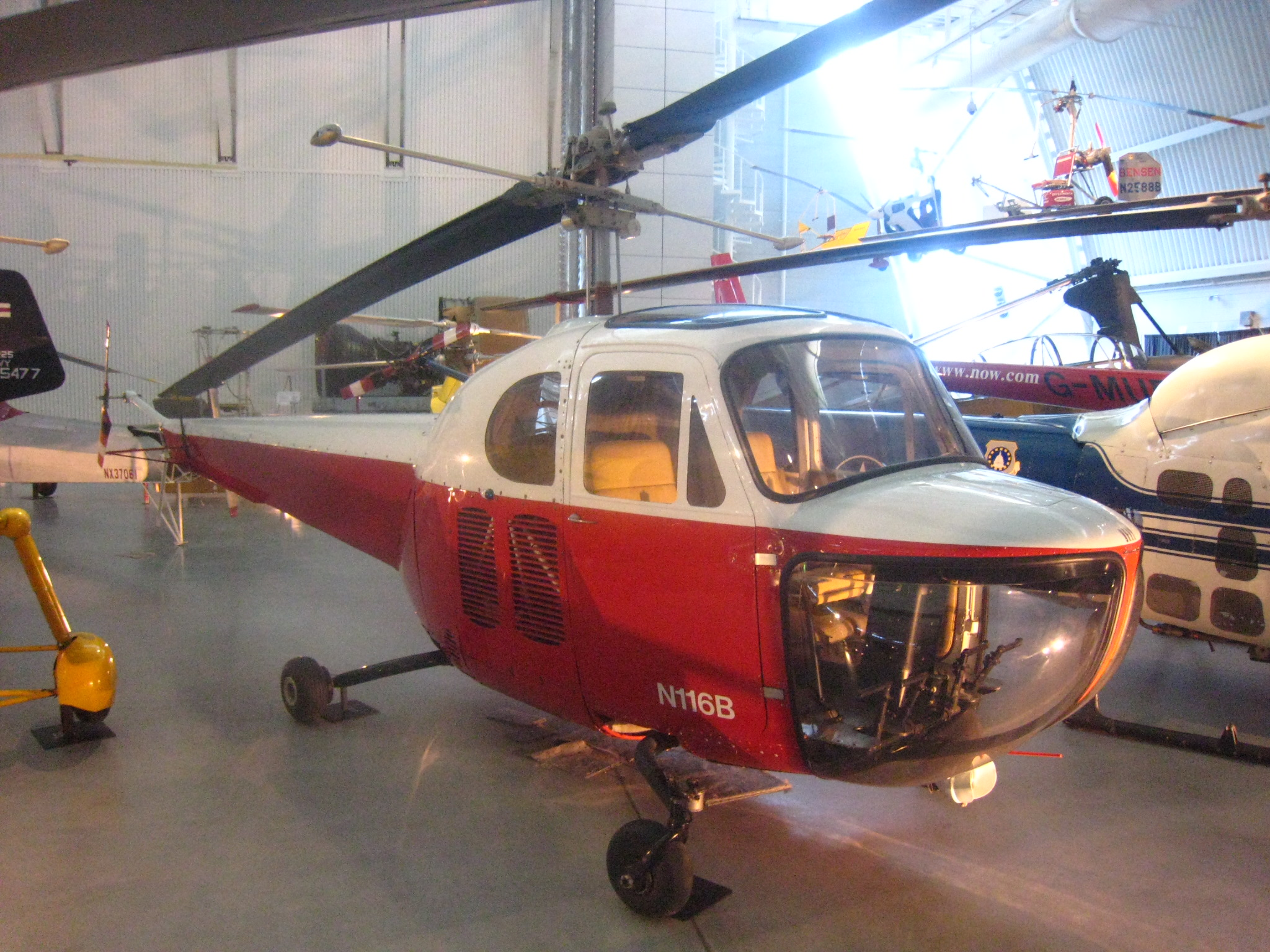
A 47B on display at the Steven F. Udvar-Hazy Center, 2011

47Phiên bản trước khi sản xuât đại trà, sử dụng động cơ piston Franklin 178 hp (133 kW).
47APhiên bản cải tiến của Bell 47, sử dụng động cơ piston 157 hp (117 kW) Franklin O-335-1.
47BEquivalent to the military YR-13/HTL-1, powered by the 157 hp (117 kW) Franklin O-335-1.
47B-3Agricultural/utility version with open crew positions. Also, offered in a version to the US Postal Service as the Bell Airmailer .
47C
47DFirst to appear with a molded "soap bubble" canopy.
47D-1Introduced in 1949, it had an open tubework tail boom reminiscent of the Bell Model 30 and three seats.
47EPowered by a 200 hp (150 kW) Franklin 6V4-200-C32 engine.
47F
47GCombines a 200 hp (149 kW) Franklin engine with the three-seat configuration of the 47D-1 and introduced the twin saddle-bag fuel tank configuration.
47G-2Powered by the Lycoming VO-435 engine. Produced under license by Westland Aircraft as the Sioux for the UK military.
47G-2APowered by a 240 hp (179 kW) VO-435.
47G-2A-1Wider cabin, improved rotor blades and increased fuel capacity.
47G-3Powered by a supercharged 225 hp (168 kW) Franklin 6VS-335-A.
47G-3BPowered by a turbocharged 280 hp (209 kW) Lycoming TVO-435.
47G-4Three-seat helicopter powered by an  Avco Lycoming VO-540 engine.
47G-5A three-seat utility version. A two-seat agricultural version was later known as the Ag-5. The 47G-5 remained in production even after H & J production had ended.
Bell 47H-1A three-seat version with an enclosed cabin and fuselage.
47J RangerA four-seat version powered by a VO-435 engine.
47KMilitary two-seat training variant of the 47J.

### Quân sự

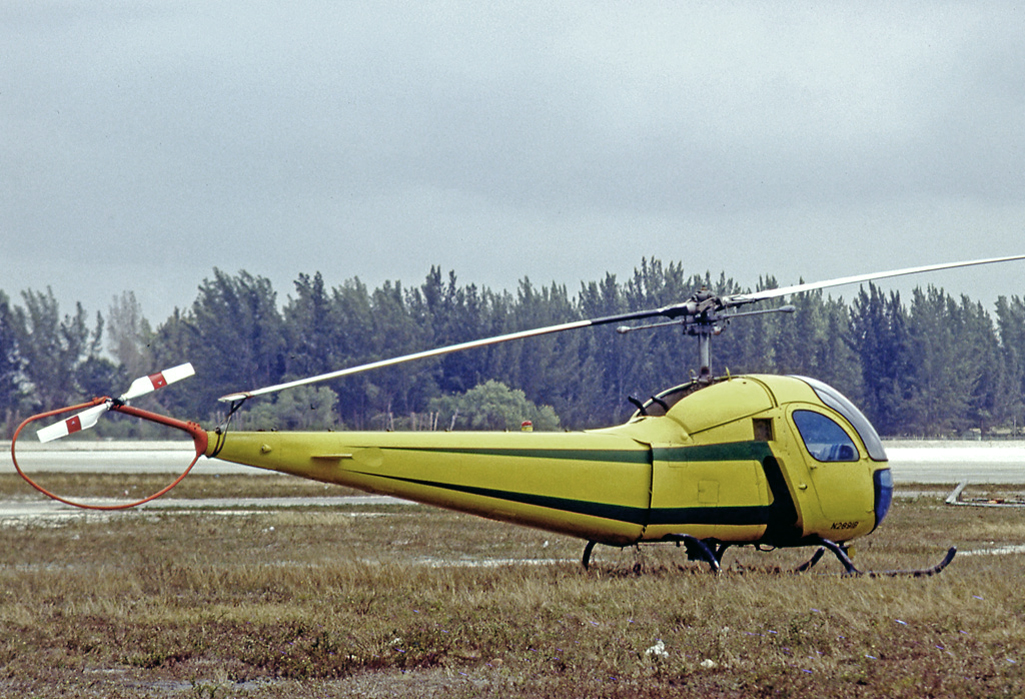
1957 47H-1

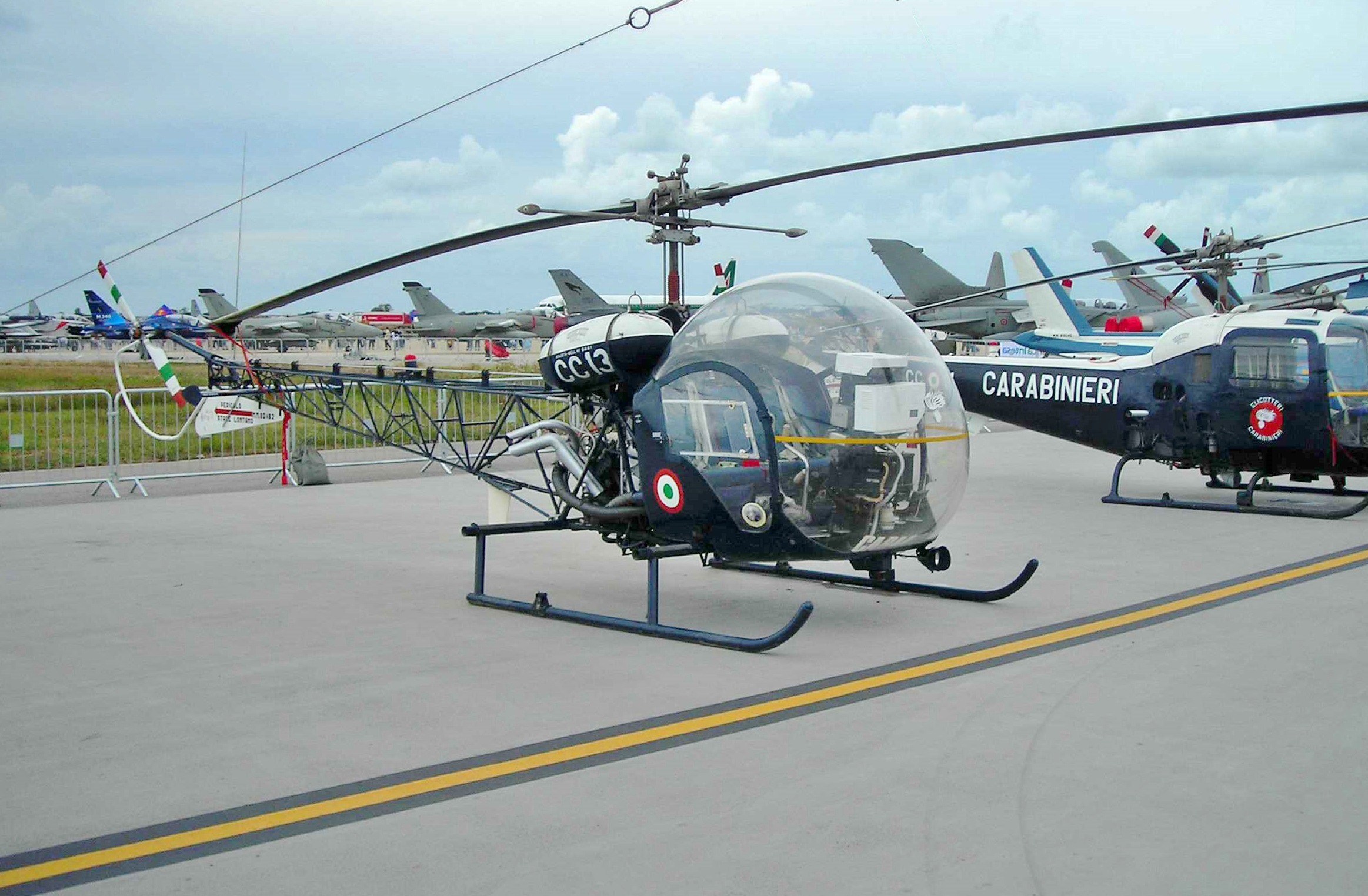
An Agusta-Bell 47G of the Italian Carabinieri

See H-13 Sioux

### Các phiên bản được cấp phép
Agusta A.115 1971 Italian prototype of a Bell 47J with an unclad, tubular tail boom, and powered by a Turbomeca Astazou II turboshaft engine
Meridionali/Agusta EMA 124 Italian prototype with redesigned forward fuselage. Not produced.
Kawasaki KH-4 Japanese production version with redesigned, lengthened cabin, and redesigned control system

### Conversions
Carson Super C-4
El Tomcat Mk.II Bell 47G-2 modified extensively for agricultural spraying by Continental Copters Inc. First flew in April 1959. Followed by further improved versions.

## Bên vận hành

### Quân sự
For all military operators, regardless of the actual model, see Bell H-13 Sioux operators

### Government operators
Canada
- Ontario Lands and Forests[18]
- Canadian Coast Guard 47J-2[cần dẫn nguồn]

 Ý
- Carabinieri[19]
- Guardia di Finanza[20]
- Vigili del Fuoco[21][22]

 Hoa Kỳ
- Los Angeles City Fire Department[23]
- Los Angeles Police Department[23]
- New York City Police Department[24][25]

## Phi cơ trưng bày
Canada
- 654 – Bell 47D-1 on static display at the Canadian Bushplane Heritage Centre in Sault Ste. Marie, Ontario.[26][27]
- Unknown ID – Bell 47G on static display at the Alberta Aviation Museum in Edmonton, Alberta. It was assembled from parts and represents a Bell 47D.[28][29]
- Unknown ID – Bell 47G on static display at The Hangar Flight Museum in Calgary, Alberta. It was built by college students from parts and has never flown.[30]

Chile
- 655 – Bell 47D-1 on static display at the Museo Nacional Aeronautico y del Espacio in Santiago.[31]

Pháp
- 714 – Bell 47G on static display at the Musée de l’air et de l’espace in Le Bourget, Île-de-France.[32]

Đức
- AS+058 – AB-47G-2 on static display at the Deutsches Museum in Munich, Bavaria.[33][34]

Nhật Bản
- JA7008 - Bell 47D-1 (one of first two aircraft of All Nippon Airways) on static display at ANA Safety Education Center, nearby Haneda Airport. It was once displayed at  Transportation Museum of Japan [ja] until its closure in 2006.[35]

Malta
- AS7201 – Bell 47G-2 on static display at the Malta Aviation Museum in Ta'Qali. It was the first aircraft of the Armed Forces of Malta and was donated to the museum on ngày 31 tháng 5 năm 2008.[36]

Na Uy
- Unknown ID – Bell 47D-1 on static display at the Norwegian Aviation Museum in Bodø, Nordland.[37]

Tây Ban Nha
- HE.7B-31 – AB-47G-3B1 on static display at the Museo Aeronáutico de Málaga in Málaga, Andalusia.[38][39]

Sweden
- Unknown ID – Bell 47G on static display at the ABBA: The Museum in Stockholm. It had previously been featured on the cover for ABBA's 1976 album Arrival.[40][41]

Switzerland
- 689 – Bell 47G on static display at the Swiss Museum of Transport in Lucerne.[42]

United Kingdom
- G-ARXH - Bell 47G at the Armourgeddon Military Collection, Husbands Bosworth, Leicestershire.
- G-AXKS - Bell 47G-4A at the Museum of Army Flying, Middle Wallop, Hampshire.
- G-AZYB (painted in former SABENA markings as OO-SHW) – Bell 47H on static display at the Helicopter Museum in Weston-super-Mare, Somerset. It supported a scientific expedition in Antarctica.[43][44]

United States
- 3 – Bell 47B on static display at the American Helicopter Museum & Education Center in West Chester, Pennsylvania.[45][46]
- 5 – Bell 47 on static display at the Niagara Aerospace Museum in Niagara Falls, New York.[47][48][cần nguồn tốt hơn]
- 36 – Bell 47B on static display at the Steven F. Udvar-Hazy Center of the National Air and Space Museum in Chantilly, Virginia.[49][50]
- 39 – Bell 47D on static display at the Hiller Aviation Museum in San Carlos, California.[51][52]
- 66 – Bell 47B-3 on static display at the Classic Rotors Museum in Ramona, California.[53][54]
- 67 – Bell 47B-3 on static display at the Niagara Aerospace Museum in Niagara Falls, New York.[53][55][cần nguồn tốt hơn]
- 82 – Bell 47D1 on static display at the Tellus Science Museum in Cartersville, Georgia.[56]
- 1349 – Bell 47H-1 on static display at the Niagara Aerospace Museum in Niagara Falls, New York.[57]
- 1355 – Bell 47H on static display at the American Helicopter Museum & Education Center in West Chester, Pennsylvania.[58][59]
- Unknown ID – On static display at the American Helicopter Museum & Education Center in West Chester, Pennsylvania.[60] It is a Bell 47D-1 that has converted to an H-13 and painted in "M*A*S*H"configuration.[cần dẫn nguồn]
- Unknown ID – Bell 47D-1 on static display at the Museum of Modern Art in New York, New York.[61]
- Unknown ID – Bell 47 on static display at the Lawrence D. Bell Aircraft Museum in Mentone, Indiana.[62][63][64]

## Máy bay còn sót lại
Áo

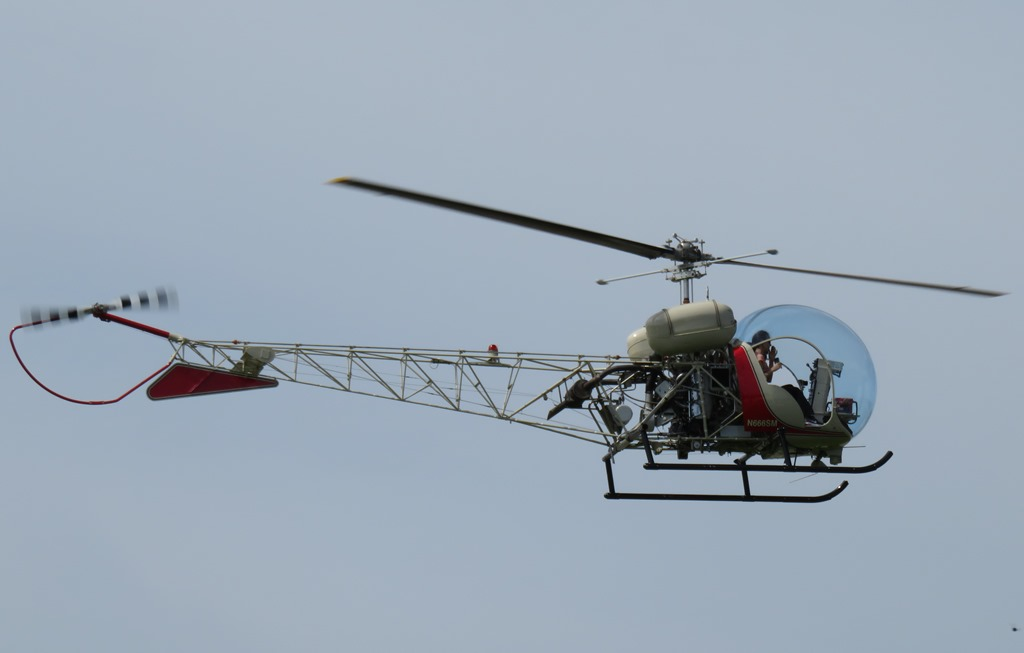
Bell 47 owned by the Experimental Aircraft Association

- OE-XDM – Bell 47 G-3B-1T (a former United States Army TH-13T) airworthy with The Flying Bulls in Salzburg.[65][66][67]

United States
- 1516 – Bell 47G-2 airworthy at the EAA AirVenture Museum in Oshkosh, Wisconsin.[68]
- 2666 – Bell 47G-2A airworthy at the Classic Rotors Museum in Ramona, California.[69][70]
- CCI-563 – Bell 47G airworthy at the Mid America Flight Museum in Mount Pleasant, Texas.[71][72]

## Specifications (Bell 47G-3B)
Dữ liệu lấy từ International Directory of Civil Aircraft
Đặc tính tổng quát
- Kíp lái: 1 or 2
- Sức chứa: 1 passenger or 2 litters (1.057 lb (479 kg) payload)
- Chiều dài: 31 ft 7 in (9,63 m)
- Chiều cao: 9 ft 3 in (2,82 m)
- Trọng lượng rỗng: 1.893 lb (859 kg)
- Trọng lượng cất cánh tối đa: 2.950 lb (1.338 kg)
- Động cơ: 1 × Lycoming TVO-435-F1A six-cylinder vertically mounted horizontally-opposed air-cooled piston engine, 280 hp (210 kW)
- Đường kính rô-to chính:    37 ft 2 in (11,33 m)
- Diện tích rô-to chính: 1,085 foot vuông (0,1008 m2)

Hiệu suất bay
- Vận tốc cực đại: 91 kn (105 mph; 169 km/h)
- Vận tốc hành trình: 73 kn (84 mph; 135 km/h)
- Tầm bay: 214 nmi (246 mi; 396 km)
- Vận tốc lên cao: 860 ft/min (4,4 m/s)

### Bibliography
- Donald, David (1997). The Complete Encyclopedia of World Aircraft. NY, NY: Barnes & Noble. ISBN 0-7607-0592-5.
- Frawley, Gerard (2003). The International Directory of Civil Aircraft, 2003–2004. Fyshwick, ACT, Australia: Aerospace Publications Pty Ltd. ISBN 1-875671-58-7.
- Jane, Fred T; Taylor, Michael John Haddrick (1989). Jane's encyclopedia of aviation. New York: Portland House. ISBN 0-517-69186-8.
- Mutza, Wayne.  H-13 Sioux Mini in Action.  Carrollton, TX: Squadron/Signal Publications, 1995.  ISBN 0-89747-345-0
- McGowen, Stanley S. Helicopters: An Illustrated History of Their Impact. Weapons and warfare series. Santa Barbara, Calif: ABC-CLIO, 2005. ISBN 1-85109-468-7
- Pelletier, Alain J (1992). Bell aircraft since 1935. Annapolis, Md: Naval Institute Press. ISBN 1-55750-056-8.
- Riley, David (tháng 2 năm 1958). “French Helicopter Operations in Algeria”. Marine Corps Gazette. pp. 21–26.
- Shrader, Charles R. (1999). The first helicopter war: logistics and mobility in Algeria, 1954–1962. Westport, CT: Praeger. ISBN 0-275-96388-8.
- Spenser, Jay P. (1998). Whirlybirds a history of the U.S. helicopter pioneers. Seattle: University of Washington Press in association with Museum of Flight. ISBN 0-295-98058-3.
- United States, Headquarters Department of the Army, Army Concept Team in Vietnam.  Final Report of Essential Load of Scout Helicopters.  Saigon, Vietnam: Army Concept Team in Vietnam, 1966.